# شركة برونزويك
شركة برونزويك (بالإنجليزية: Brunswick Corporation) المعروفة سابقًا باسم شركة برونزويك بالكي كوليندر.

## نبذة
هي شركة أمريكية تقوم بتطوير وتصنيع وتسويق مجموعة واسعة من المنتجات منذ عام 1845.

## الشهرة
تشتهر شركة برونزويك بعلاماتها التجارية الخاصة بأسلوب القوارب مثل ميركوري مارين، سي راي، بايلينر، كريستلينر، هاريس بوتس، بوسطن ويلر. ابتداءً من السبعينيات، دخلت الشركة أيضًا في مجال تطوير وتصنيع الأسلحة.
في عام 2015 كانت المبيعات 4,105,000,000 دولار أمريكي مع أرباح صافية قدرها 241,400,000 دولار أمريكي في تلك السنة، و276،000,000 دولار في عام 2016.

## المقر
يقع المقر العالمي لشركة برونزويك في ضاحية ميتاوا شمال شيكاغو.

## روابط خارجية
- موقع شركة برونزويك